# 有鹿神社
有鹿神社（あるかじんじゃ）は、神奈川県県央に流れる有鹿河（出典：『惣国風土記』による。現在の鳩川）沿いに形成された地域（有鹿郷）に鎮座する神社。奥宮は相模原市南区磯部に鎮座している。「お有鹿様」とも呼ばれる。一説には阿波の忌部氏が当地にて祖先を祀ったのがはじまりとされる[要出典]。
延長5年（927年）の『延喜式神名帳』に記載されている相模国の延喜式内社十三社の内の一社（小社）とされ、さらに同国の五之宮ともされるが諸説ある。旧社格は県社格の郷社。
神社本庁包括下にあり、神奈川県神社庁に所属する神社である。現在、海老名の総氏神となっている。
寒川神社の由緒書に「有鹿老 (あるかのおゆ)」という「有鹿の先輩」「有鹿神社の方が由緒がある」という意味の記載がある。寒川神社ではその由緒書を亡失した（出典：『鷹倉社寺考』）。
この他、2017年6月10日にメディアに初登場したキャラクター『パンダ宮司』も有名である。

## 解説

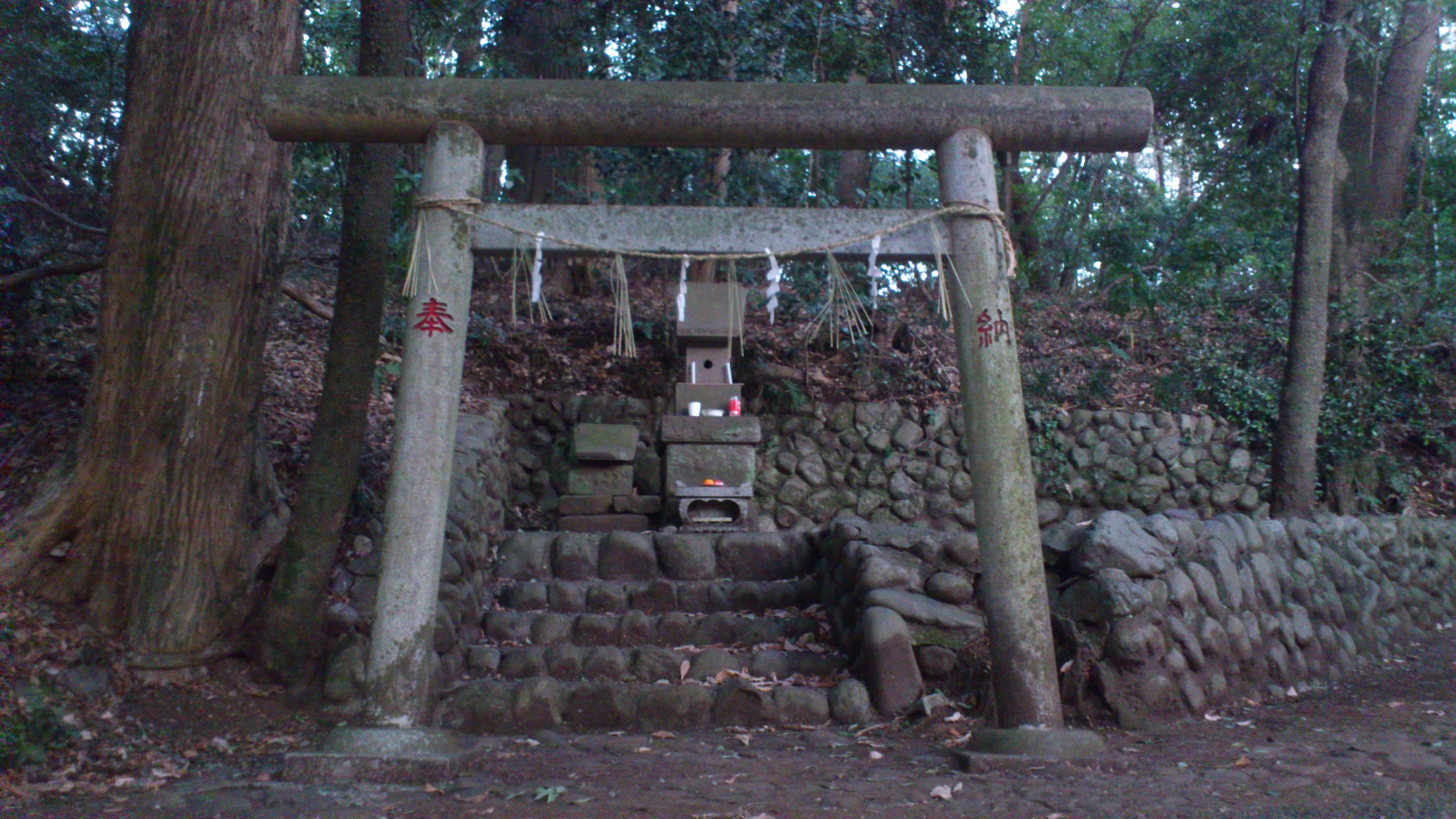
「奥宮」：有鹿谷の聖地

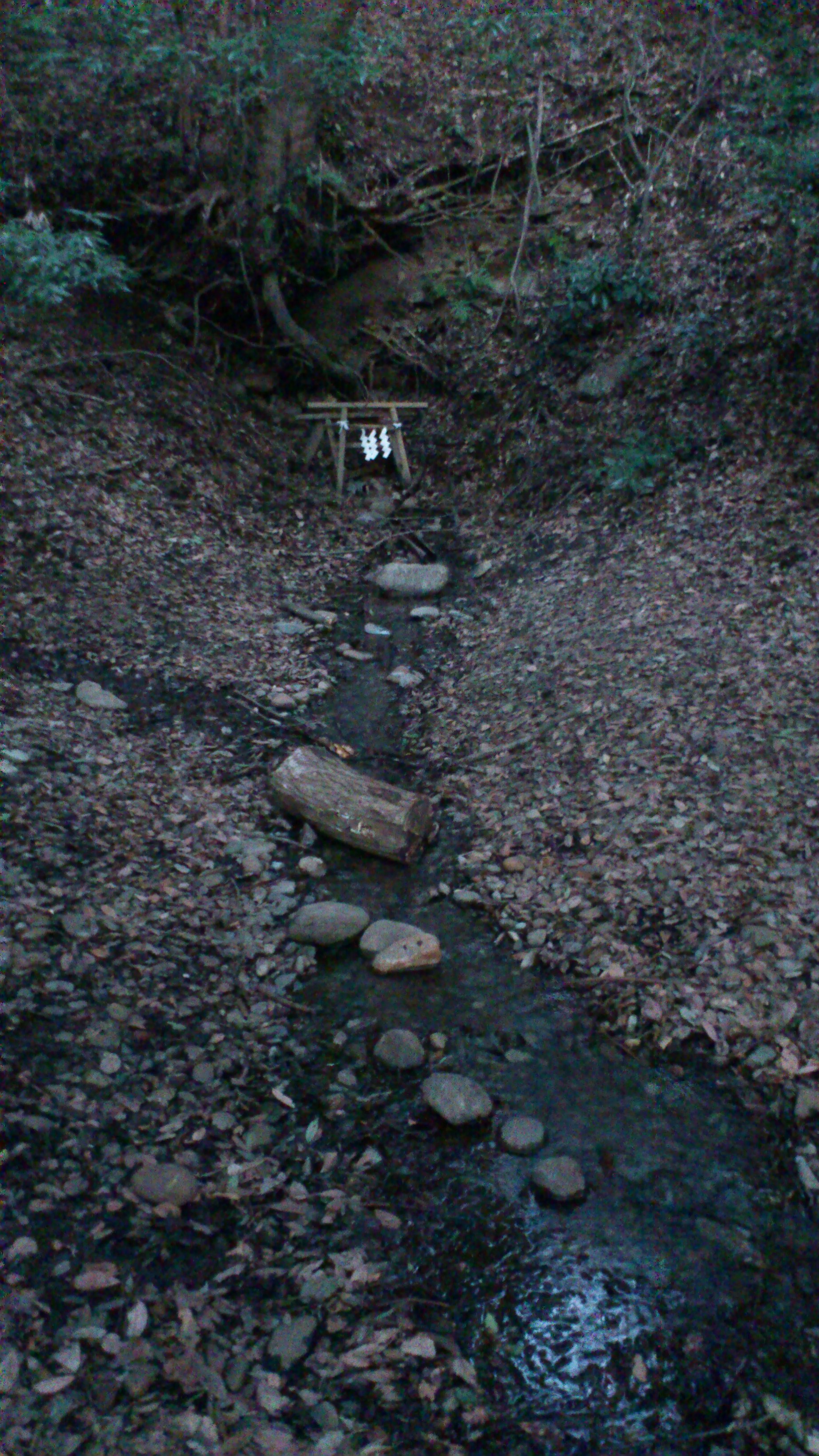
奥宮傍の水源地「有鹿窟」

### 本宮と奥宮、中宮
本宮は神奈川県海老名市上郷に鎮座し、有鹿比古命を祀る。
奥宮は、本宮から北に6キロメートル程離れた神奈川県相模原市南区磯部の「有鹿谷」に鎮座し、有鹿比女命を祀る。鎮座地の傍は水源となっていて小祠と鳥居がある。また、東側の丘陵（有鹿台）には勝坂遺跡がある。
中宮は「有鹿の池（影向の池）」とも呼ばれ、本宮から約600メートル（徒歩5分程）の位置に鎮座しており、有鹿比古命・有鹿比女命の2柱を祀る。鎮座地には小さい池（現在は水が張られていない）と小祠、鳥居がある。この池で有鹿比女命が姿見をしていたという伝承がある。
三社の位置関係は、本宮は鳩川の相模川への流入口域にあり、奥宮は鳩川の水源の一つにある。中宮は鳩川の中間地点の座間市入谷西の諏訪明神の辺りにあったが、中世期に衰退し、海老名の現在地に遷座した。なお、鈴鹿明神社の縁起では、有鹿神と鈴鹿神が争った際、前述の諏訪明神と弁財天の加勢により鈴鹿神が勝利し、有鹿神は上郷に追いやられたとされる。これが有鹿神社の移転の伝説となっている（詳細は「鈴鹿明神社#有鹿神社との説話縁起」を参照）。

### 本宮周辺の関連スポット
本宮の東方約400メートルの位置に鎮座する摂社の「三王三柱神社」境内には「有鹿の井戸（化粧井戸）」がある。先の中宮（有鹿の池）はここから北方約200メートルという位置にある。また、本宮の参道より南方約400メートル離れた所にかつては鳥居があり、その跡地には鳥居田があったが現在は消失している。かつての本宮敷地は現在より広大であった。

## 祭神

### 有鹿比古命
アルカヒコノミコト。『古事記・日本書紀』にはその名がみえない神で、太陽の男神といわれている。海老名耕地の農耕の恵みをもたらす豊穣の神として、海老名の土地の人々に篤く崇められてきた。農業・産業振興の神とされる。本宮と中宮で祀られている。

### 有鹿比女命
アルカヒメノミコト。『古事記・日本書紀』にはその名がみえない神で、水の女神といわれている。主な神徳は安産、育児など。奥宮と中宮で祀られている。

### 大日靈貴命
オオヒルメムチノミコト。天照大神の別名で皇室の祖先神とされている。『新編相模国風土記稿』にも祭神は大日靈と古縁起に記載がある旨が記されている。しかし、有鹿比古命が太陽神で同じとはいえ、女神と男神の違いがあるので、別の神であると近年結論付けられた。これはそもそも別当寺の総持院が真言宗であるため、その本尊を「大日如来」とすることから、後付けされたものと考えられている。また、明治時代も記紀の祭神を優遇する風潮により、そのまま大日靈貴命が祭神となっていたが、その後、旧に復した。

### その他
『神社覈録』では太玉命とされる。

## 摂社・末社

### 本宮の境内社
拝殿西側に末社の『日枝社（大己貴命）・稲荷社（倉稲魂命）・諏訪社（建御名方命）』が三社様と総称され鎮座しており、境内の東端には天神を祀る『有鹿天神社』が鎮座する。天神社は海老名氏の館跡東側から遷座されたものである。なお、『新編相模国風土記稿』では末社は諏訪、稲荷、山王合社とされる。

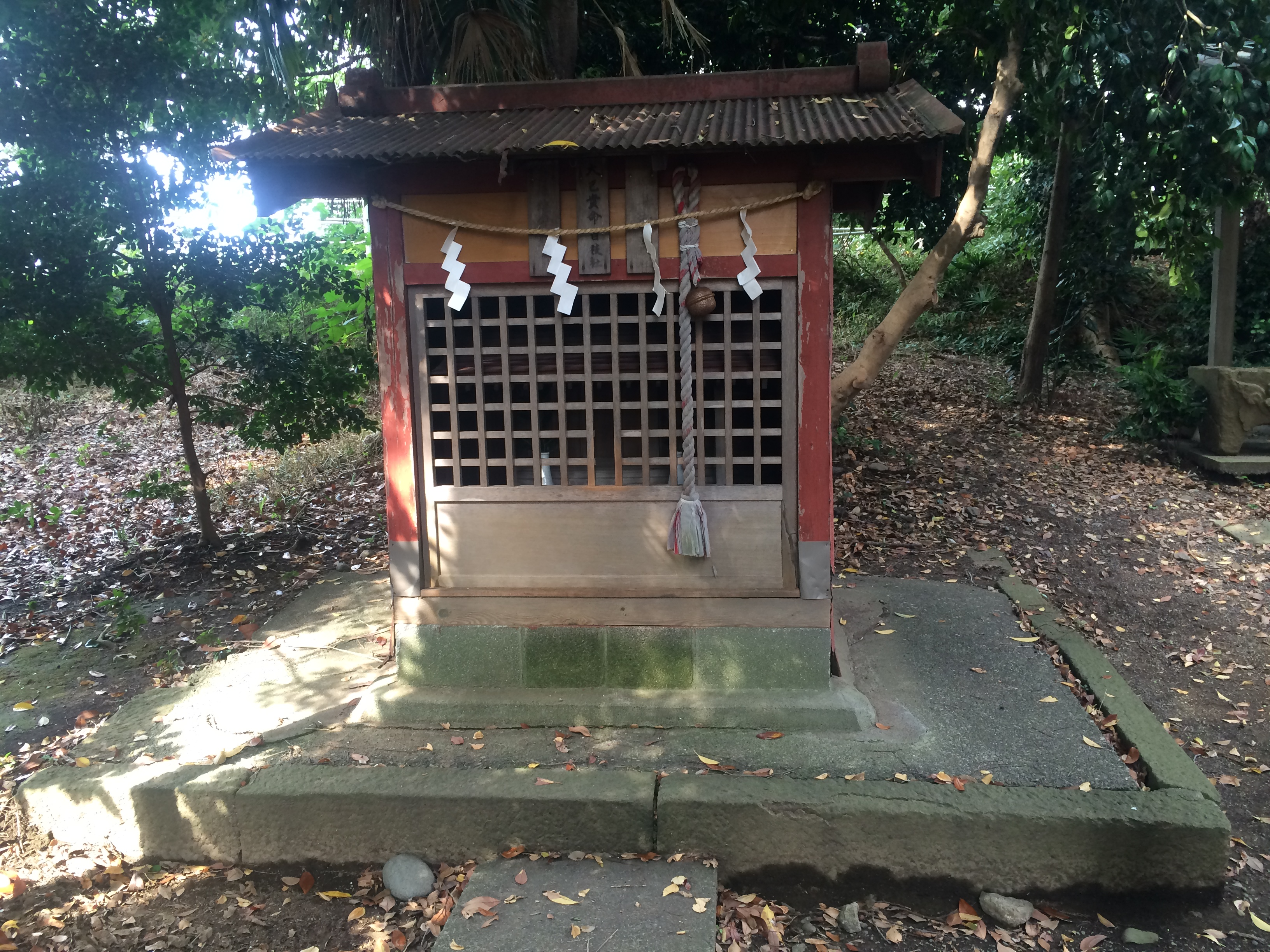
三社様と総称される末社の小祠
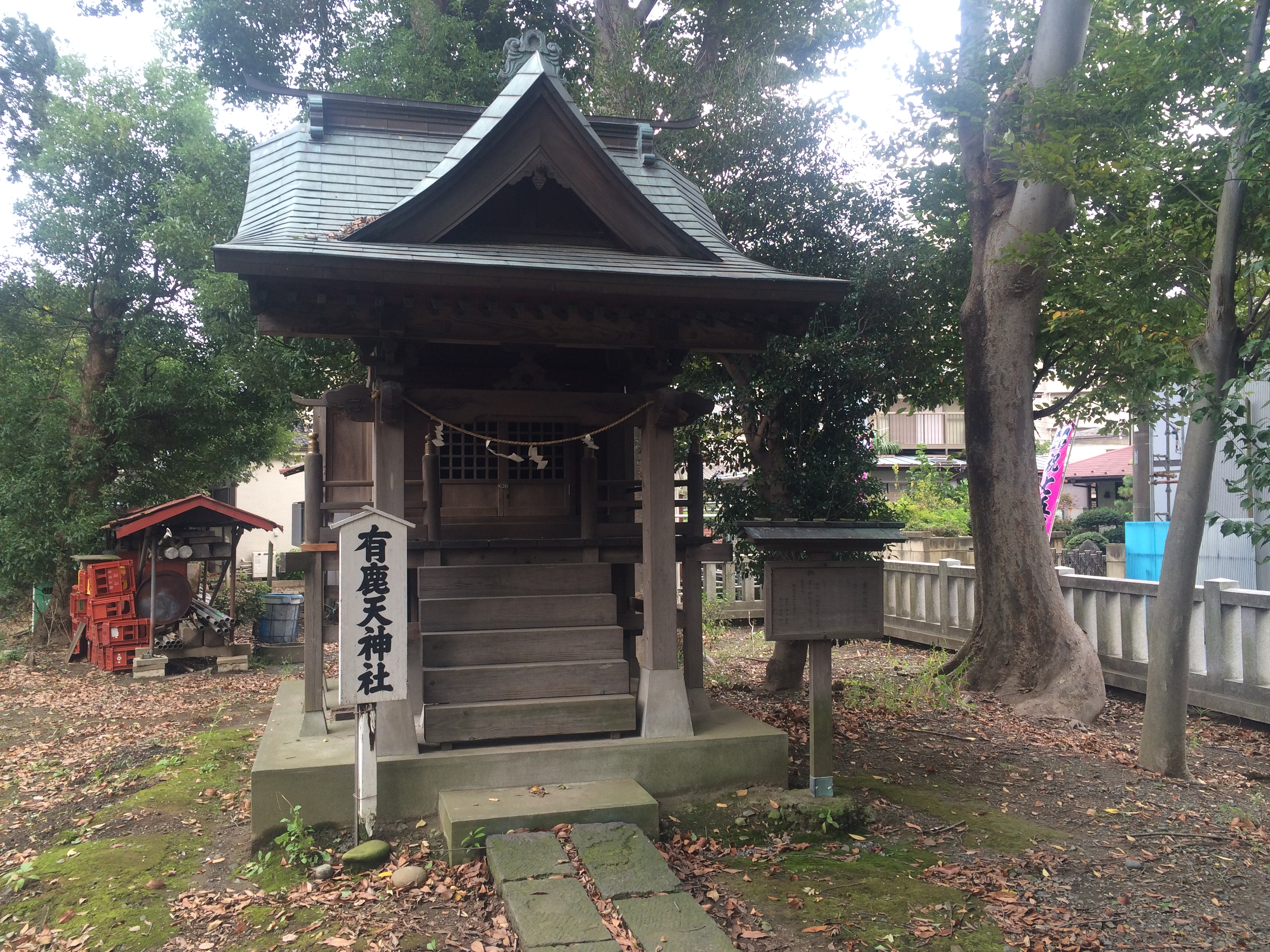
有鹿天神社

### 境外社
境外には摂社が二社存在する。本宮の南隣に所在する有鹿小学校を挟んで東側（本宮から東方約400メートルの位置）に『三王三柱神社』が鎮座しており、同社境内には前述のとおり「有鹿の井戸（化粧井戸）」がある。また、河原口の坊中（本宮から南西方向約500メートルの位置、公園内）には『神武社』が鎮座する。

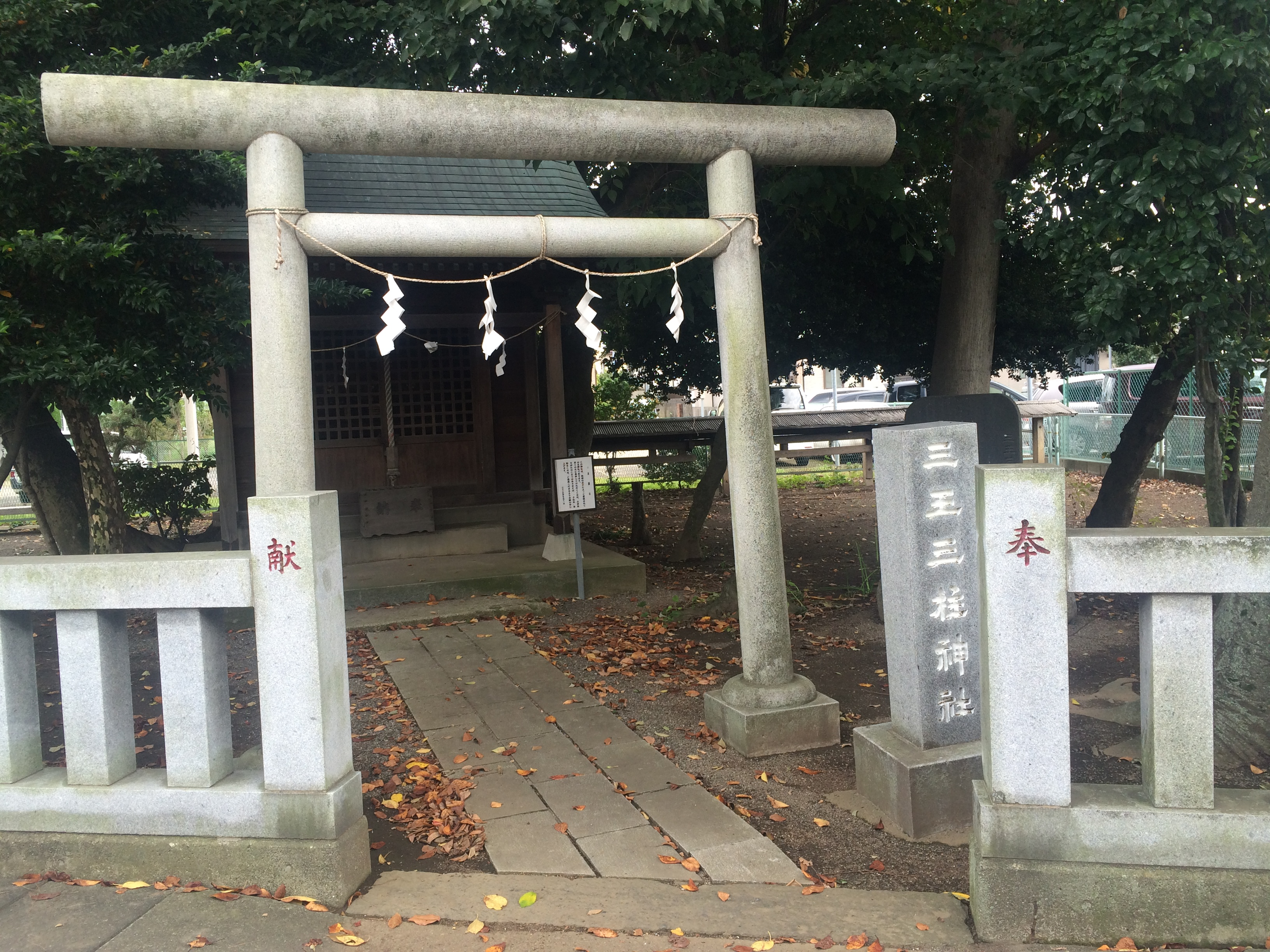
三王三柱神社

## 歴史
神社由緒は永和3年（1377年）に書かれた『相模國高座郡有鹿明神縁起』及び天正3年（1575年）に書かれた「同続縁起」が現存している。但し、『新編相模国風土記稿』には「共に其頃の物とは見えず」とある。なお、以下の古代から中世における内容は、あくまで由緒書によるものであり、正史に基づくものではない点に注意が必要である。

### 草創
有鹿は、古代語の水の意味であり、鳩川沿いに形成された地域を有鹿郷という。有鹿神社のご神体は、相模原市南区磯部の勝坂にある泉湧く洞窟。奥宮のある地域周辺は、国の史跡に指定されている勝坂遺跡であり、有鹿祭祀遺跡からは、5世紀前半から7世紀前半の銅鏡、子持勾玉、管玉、石製玉類、石製祭具などが304点出土している（出典：相模原市HP ）。また、本宮も境内周辺の河原口坊中遺跡より弥生時代の小銅鐸、銅鐸形土製品、卜骨などの祭器類、多量の土器、石器、木器等の遺物が出土しており（出典：全国遺跡総覧）、同じく祭祀が行われていたものと思われる。この他、有鹿神社の創建に関わると考えられている有力者の古墳有鹿丘より、ヘラジカの骨が出土しており、それが名前の由来になった可能性もある。

### 古代
天智天皇3年（664年）5月に、国家的な祭礼を行った記録がある。天平勝宝8歳（756年）郷司の藤原廣政により、海老名耕地五百町歩が寄進され神領となる。貞観11年（869年）『三代実録』によると、それまで相模国従五位下だった有鹿神社は、従五位上を授けられる。このように相模国の正史に叙位が明記された神社は、有鹿神社の他は、一ノ宮の寒川神社と石楯尾神社の三社だけである。三社とも相模川沿岸の上流・中流・下流に鎮座することから、叙位の授与は相模川の治水に関連があると考えられる。また延長5年（927年）延喜式の制定により相模国十三座の内の一社に列せられる。延喜式神名帳には式内小社として記載。

### 中世
神社由緒によると、鎌倉時代に『正一位』の叙位を賜り、この時期の社殿は豪奢であり、有鹿神社の神宮寺である総持院と合わせ、十二の坊舎が甍を並べ、現在より広大な境内を誇っていたとされる。一説には現在の社家駅近辺まで参道が延びるほどであった。これは平安中期より頭角を現した海老名氏という鎌倉幕府の重鎮の手厚い庇護があった為である。海老名氏は村上源氏の流れを汲む豪族出身の武士団で、相模国の中原に勢力を誇っていた。
元弘3年（1333年）関東大兵乱によって、鎌倉幕府が滅亡し、この時に有鹿神社も総持院と共に新田義貞軍による兵火の災いを受け、美麗を極めた社殿を始め、文書、記録類に至るまでことごとく灰燼に帰し、広大な社領も略奪されてしまった。また、永享10年（1438年）に永享の乱があり、関東管領の足利持氏は有鹿神社の近くにある宝樹寺に本陣を置き、幕府軍と戦い敗走した。これによって海老名氏は滅亡し、有鹿神社と総持院は再度兵火を蒙り、衰微してしまった。

### 近世
天正3年（1575年）海老名耕地の用水を守る「水引祭」が復活し、相模国五ノ宮、海老名総鎮守として少しずつ再興してきた。天正19年（1591年）には、徳川家康より朱印十石の寄進を受け、また元和8年（1622年）海老名郷の領主となっていた高木主水の内室により社殿が再建された。

### 近代
明治維新にあたり、神仏分離令が発せられ、有鹿神社は別当寺の総持院と袂を分かつこととなった。明治6年（1873年）有鹿神社は一時、県社に列せられたが、最終的に郷社となる。明治43年（1910年）神饌幣帛料供進社になり、祈年祭・例祭・新嘗祭にあたり、供進吏の参向を受けた。

### 現代
第二次大戦後、GHQの「神道指令」に基づき、有鹿神社は郷社の地位を失うこととなったが、全国の神社が結束して設立された神社本庁に属することにし、宗教法人格を取得した。その後、海老名耕地の用水事情も改良が進んだことなどにより、水害も収まり一時期、有鹿神社は停滞することとなった。近年は、宮鐘の再鋳と鐘楼の再建、社殿屋根の葺き替え、手水舎の再建、天神社の遷座、社務所の新築、玉垣の築造等、境内の整備が進められている。平成4年（1992年）、本殿および拝殿天井龍の絵図が海老名市重要文化財に指定された。

## 祭事・年中行事
- 1月1日：歳旦祭
- 2月3日：節分祭・厄祓大祭
- 2月17日：祈年祭（産業祈願の祭）
- 4月8日：水引祭（遷座祭）
- 6月14日：水引祭（還御祭）
- 7月14日：例大祭
- 6月1日〜12月30日：七五三祈祷
- 11月23日：新嘗祭
- 12月22日：有福玉清祓祭
- 12月31日：師走大祓祭・年越祭

### 水引祭
水引祭（みずひきまつり）は、4月8日に本宮より奥宮傍の「有鹿窟」へ霊石を運び、6月14日に還御する「有鹿さまの水もらい」とも呼ばれる神事で、一時は廃れたが現在復活している。霊石が「有鹿窟」に安置されている約2ヶ月間、かつては鳩川の水の利用権が海老名周辺（海老名、社家、中新田など五箇村）の人々に優先され、座間郷（現・相模原市）の人々が利用できなかったといい、前述の「有鹿神と鈴鹿神の争い」はこの水を巡る争いともされる。また『座間古説』によると、享保の頃から明治初期までは鈴鹿明神社もこの祭りに加わっていたという（「鈴鹿明神社#有鹿神社との説話縁起」も参照）。

## ギャラリー
本宮

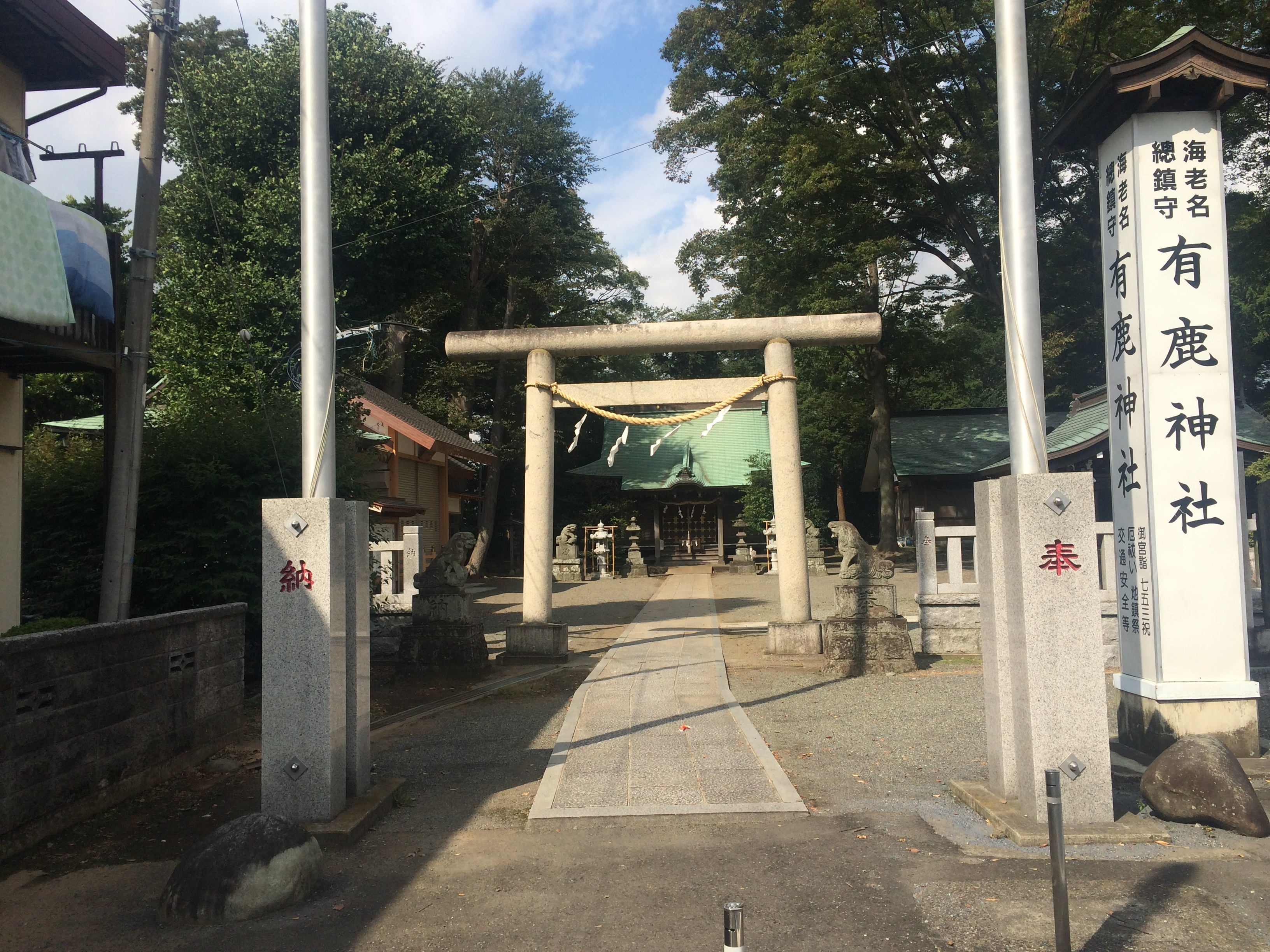
拝殿正面側にある境内入口と鳥居
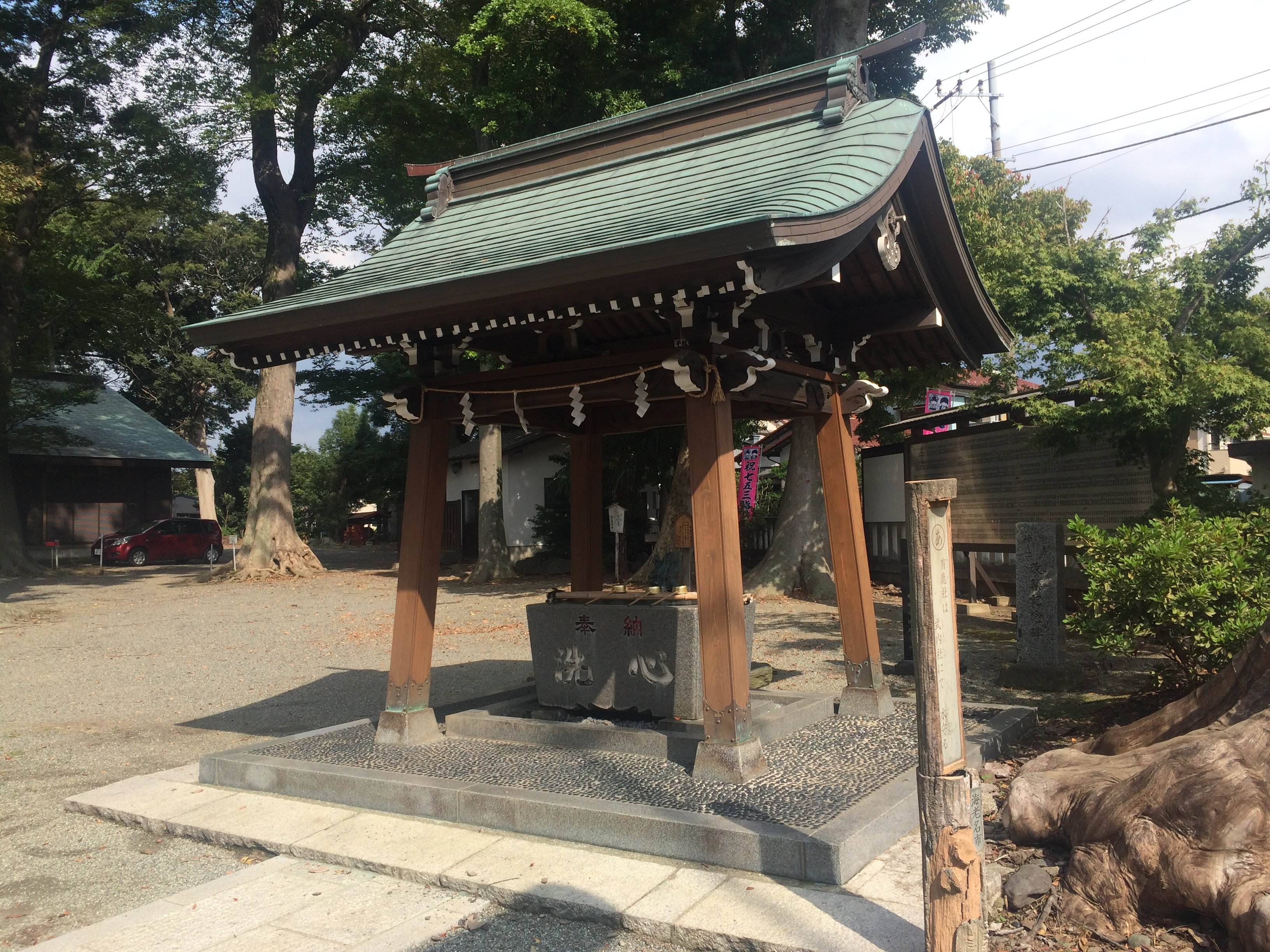
現在の手水舎
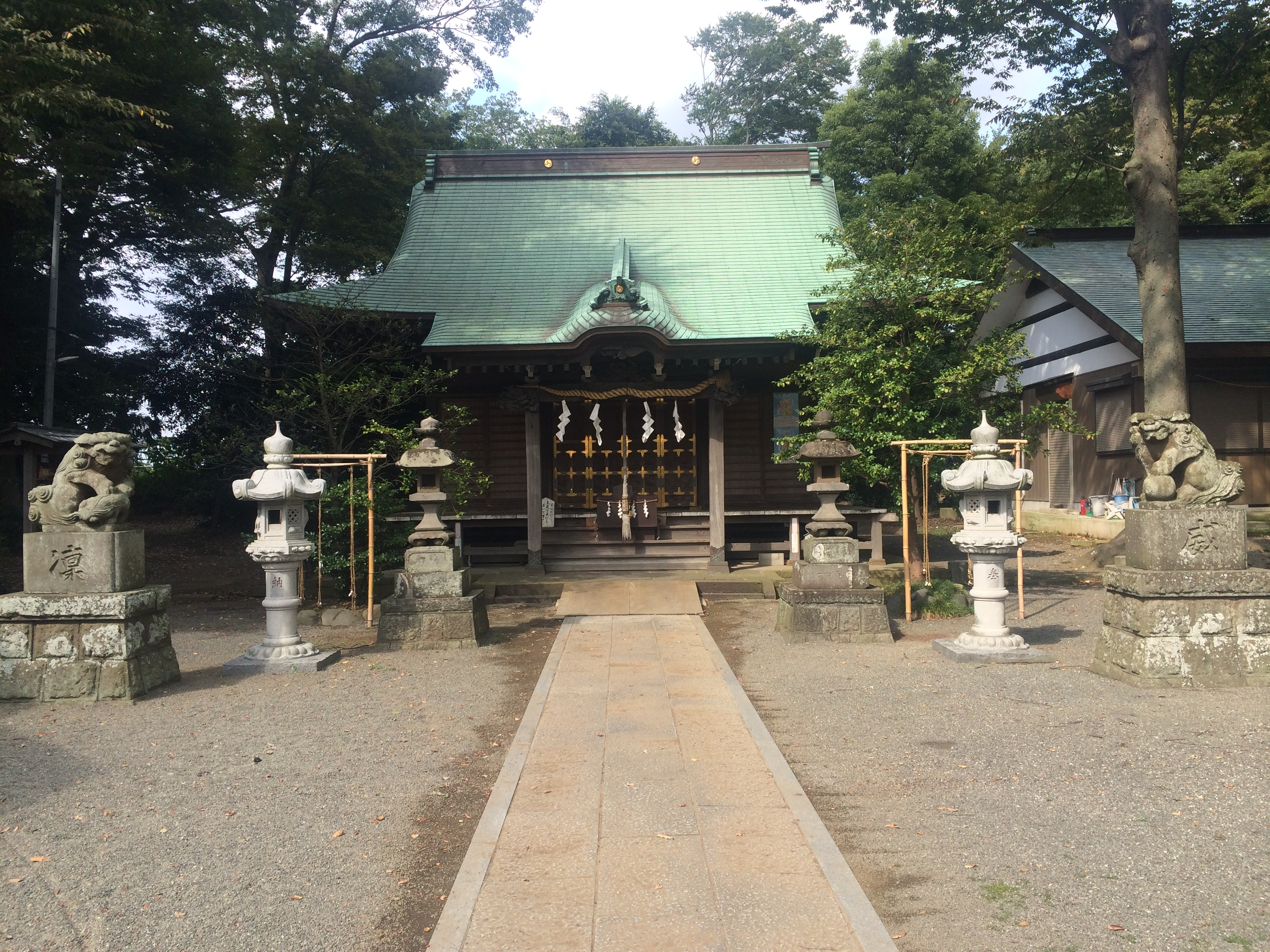
拝殿とその手前に狛犬
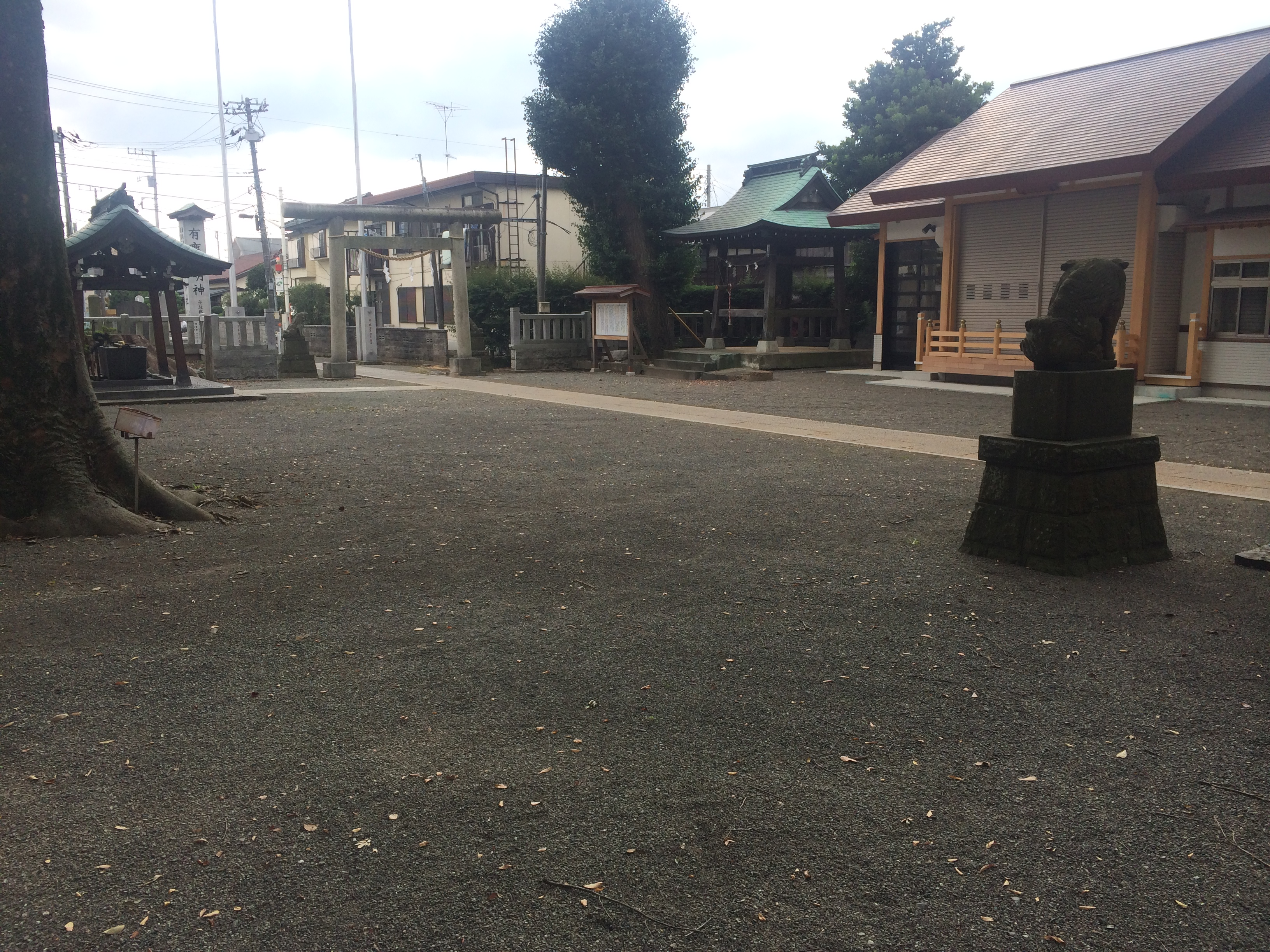
境内の様子
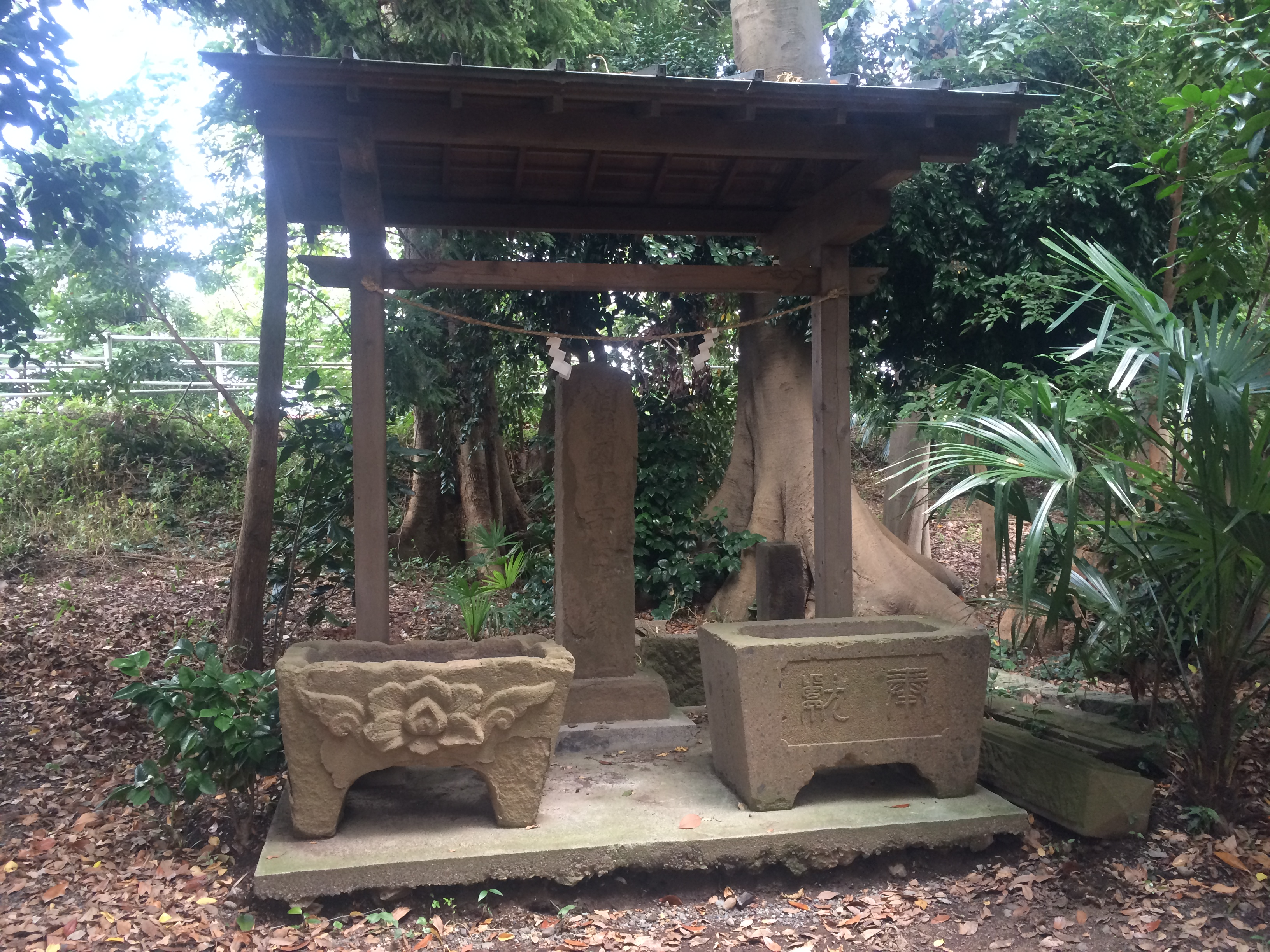
社殿裏手に安置されているかつての手水舎や石碑など
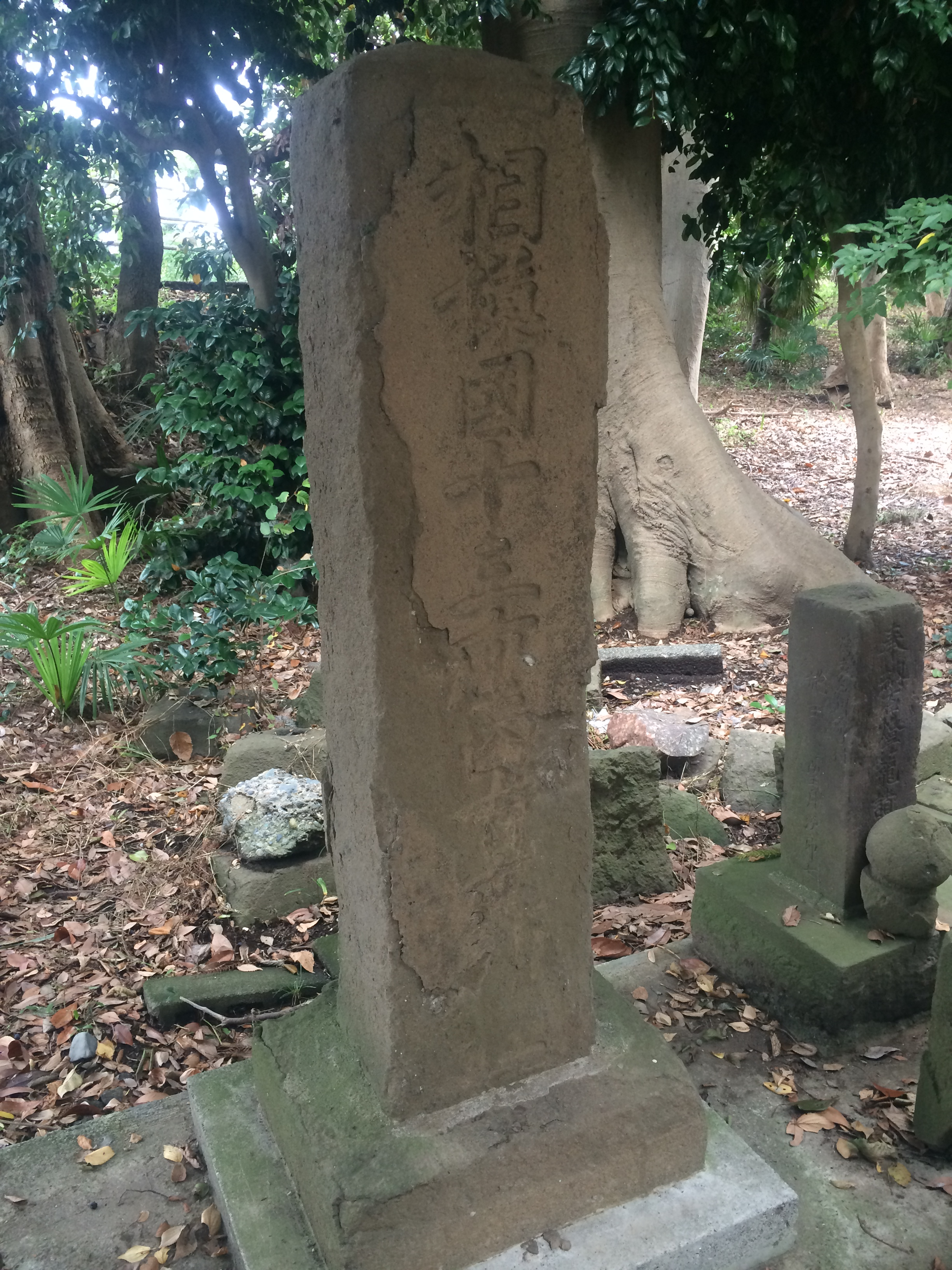
社殿裏手の石碑には「相模国十三座…」とある

中宮

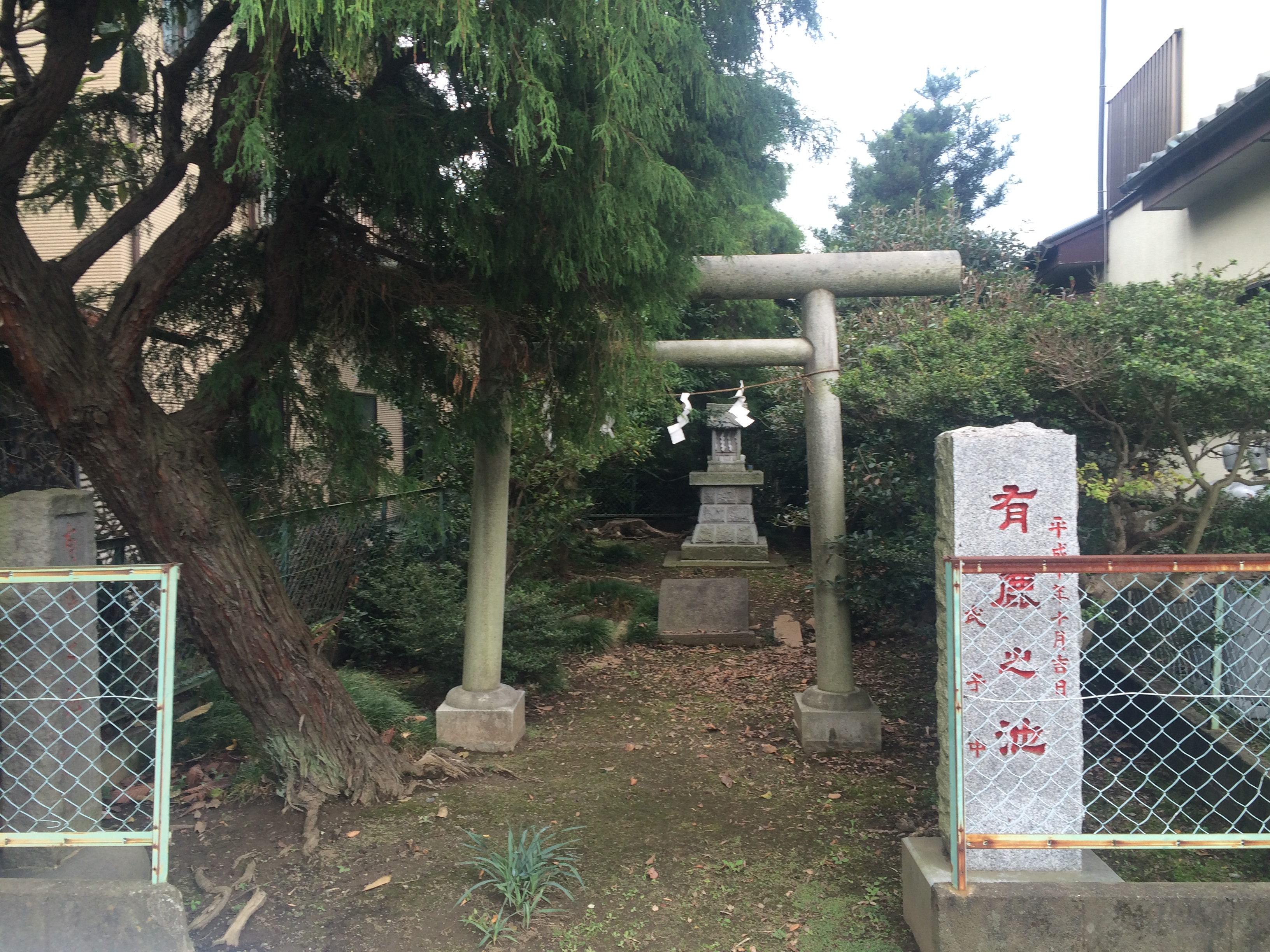
入口の石碑には「有鹿之池」とある
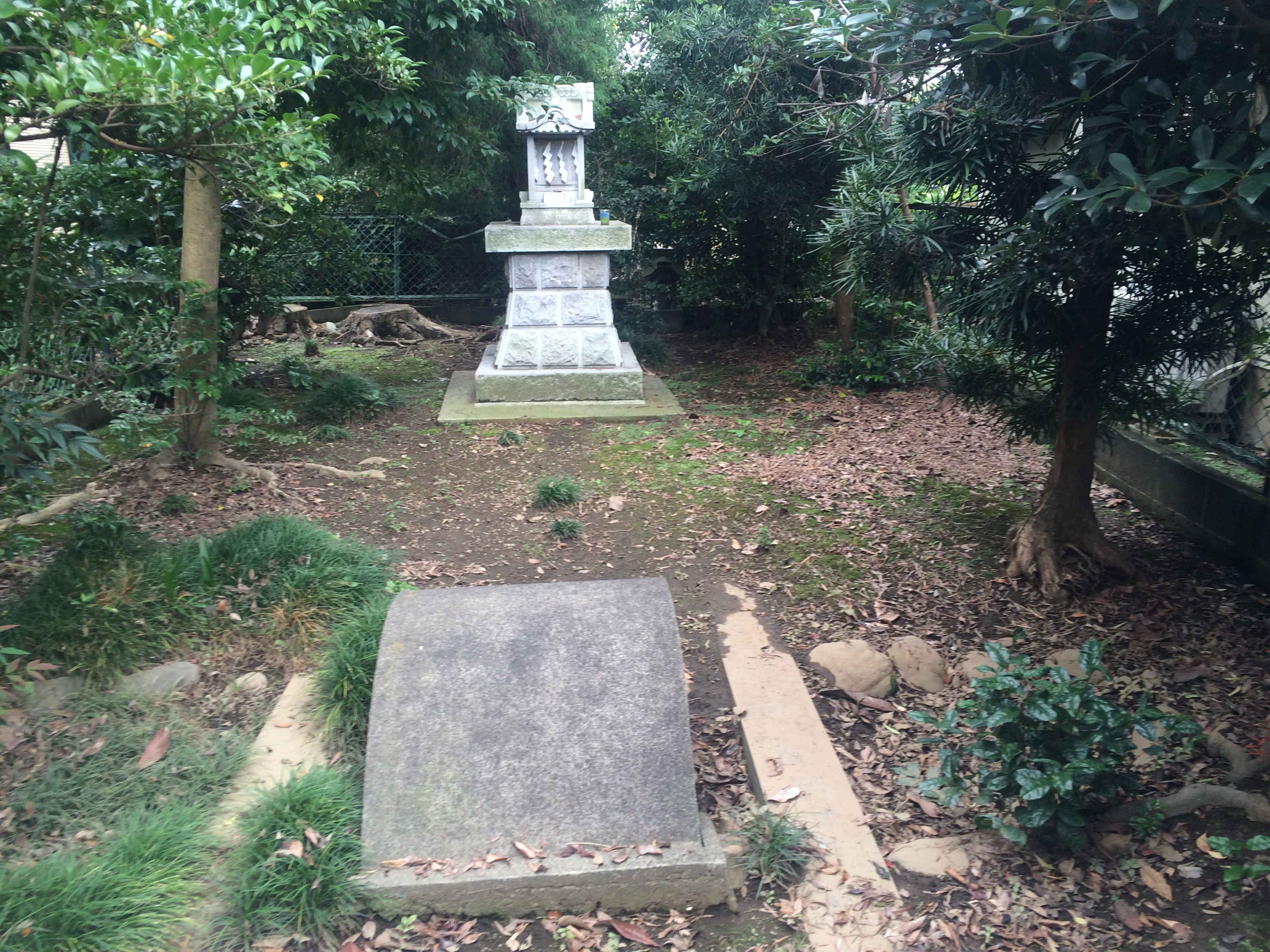
小祠とその手前に池（現在は水が張られていない）

有鹿の井戸

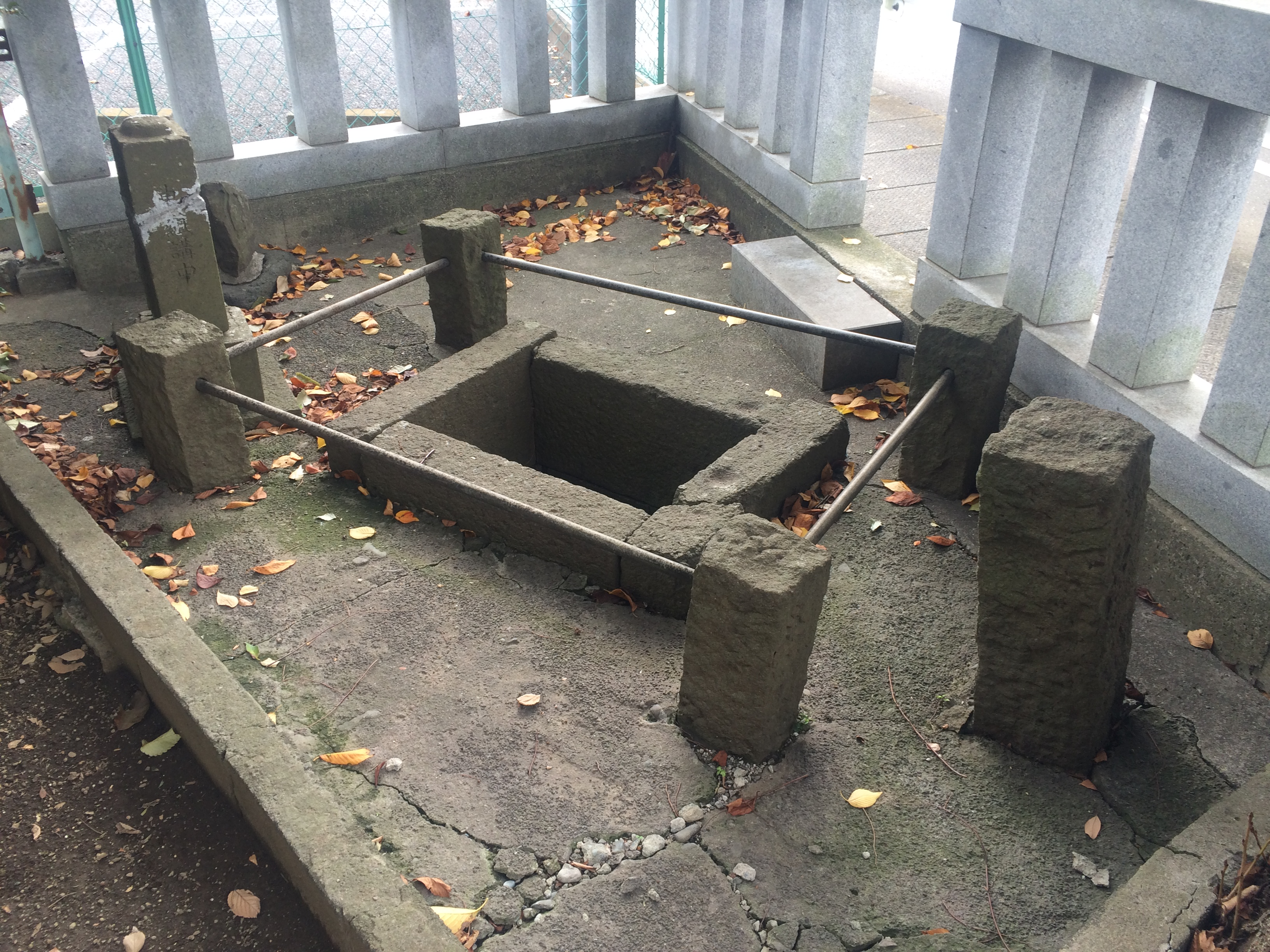
三王三柱神社境内にある有鹿の井戸
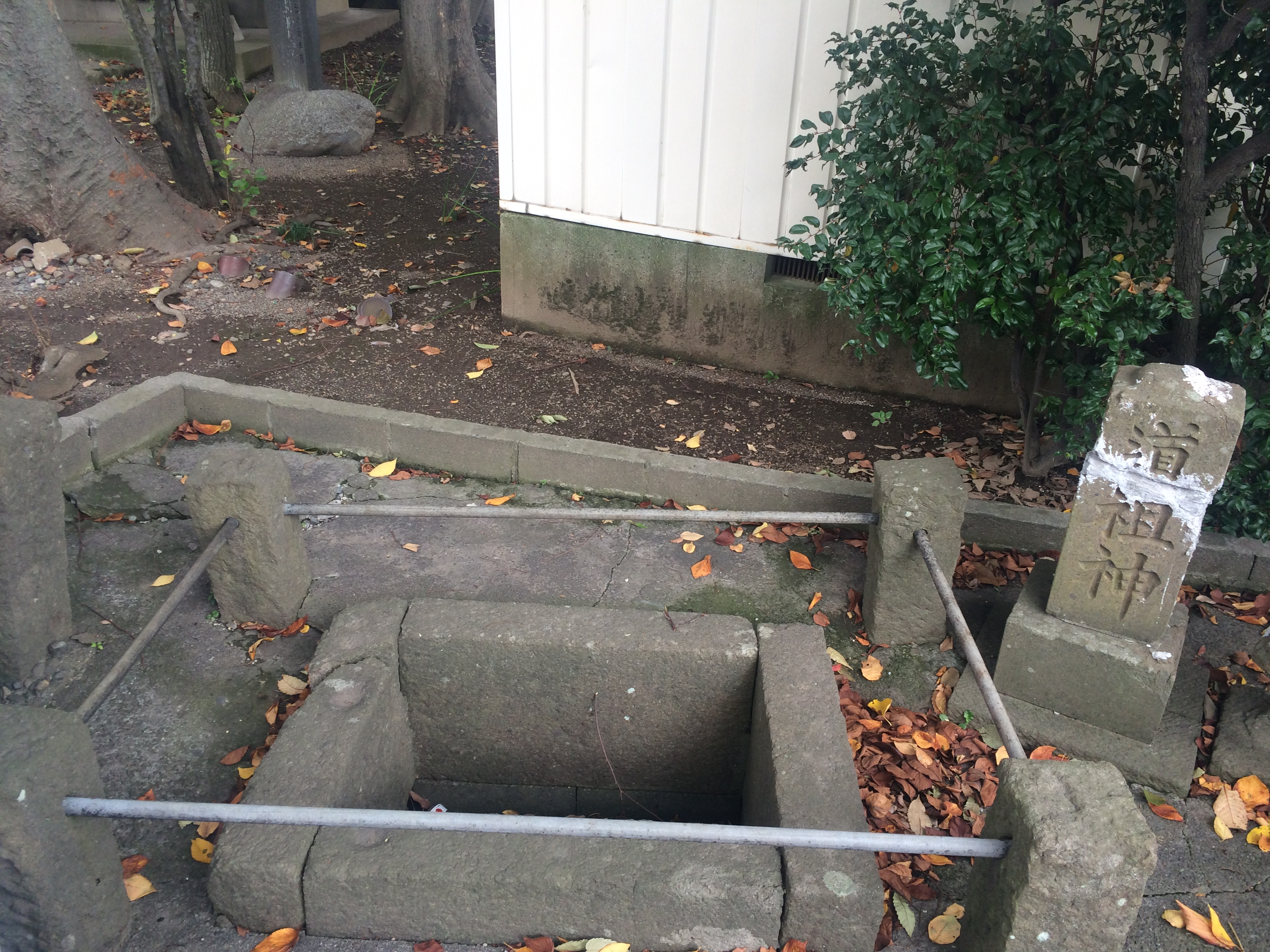
別の角度より、隣には道祖神がある

## 各宮および本宮境外社の所在地
各宮
- 本宮：神奈川県海老名市上郷1-4-41（MAP）
- 中宮：神奈川県海老名市上郷1-12（MAP） ※入口には「有鹿之池」と記された石碑がある。
- 奥宮：神奈川県相模原市南区磯部1780の勝坂遺跡付近（西側の谷/MAP）

本宮の境外社
- 三王三柱神社：神奈川県海老名市上郷1-3（MAP）
- 神武社：神奈川県海老名市河原口3-3（MAP）

### 交通
以下は本宮までのアクセス情報である。
- 公共交通機関を利用する場合 
小田急小田原線・JR相模線「海老名駅」西口より西側へ徒歩12〜15分ほど、また同じく両線「厚木駅」より北側へ徒歩18分ほど。
- 自家用車、タクシーを利用する場合 
東京方面より国道246号線利用の場合、大和厚木バイパスの下今泉交差点を左折、県道51号線を南下し、突き当たりの河原口交差点を右折。直進し左へ大きくカーブしているクリーニング店のある交差点で右折。直進して正面が有鹿神社。駐車場は20台ほど駐車可能。

## 備考
- 社務所には神職の方が常駐しておらず、御朱印等を頂く場合は事前に連絡を要する場面もある。
- 境外にある事務所には神職と事務員が常駐しており、常時電話連絡可能。